# Lithosia postmaculosa
Lithosia postmaculosa är en fjärilsart som beskrevs av Matsumura 1927. Lithosia postmaculosa ingår i släktet Lithosia och familjen björnspinnare. Inga underarter finns listade i Catalogue of Life.